# Ptilostomus afer
Il piapiac (Ptilostomus afer (Linnaeus, 1766)) è un uccello passeriforme della famiglia dei Corvidi, nell'ambito della quale rappresenta l'unica specie ascritta al genere Ptilostomus Swainson, 1837.

## Etimologia
Il nome scientifico del genere, Ptilostomus,  deriva dall'unione delle parole greche πτιλον (ptilon, "piuma") e στομα (stoma, "bocca"), col significato di "bocca piumata", in riferimento alle penne alla base del becco: il nome della specie, afer, significa "africano" in latino, in riferimento alla sua distribuzione.

## Descrizione

Illustrazione della fine del XVIII secolo.

### Dimensioni
Misura 35-42 cm di lunghezza, per 121-130 g di peso.

### Aspetto
Si tratta di uccelli dall'aspetto robusto ma slanciato, muniti di testa arrotondata con becco forte e piuttosto corto, incurvato verso il basso, mentre le ali sono appuntite e digitate, la coda è lunga quanto il corpo e dall'estremità cuneiforme e digitata e le zampe sono forti e allungate: nel complesso, il piapiac somiglia a una sorta di incrocio fra un corvo e una gazza.
Il piumaggio è completamente nero e di consistenza sericea, con tendenza a mostrare sfumature di color cannella su groppone, codione e coda, che sono più tendenti al bruno, mentre su collo e petto possono essere presenti riflessi metallici violacei: le remiganti tendono ad essere di color caramello-ramato piuttosto che nere, ed anche nelle penne laterali della coda può aversi tale effetto, specialmente nella parte distale.
Il becco e le zampe sono di colore nerastro, mentre gli occhi sono di colore rosso scuro, malva o violetto, mostrando una certa variabilità a livello individuale.

## Biologia

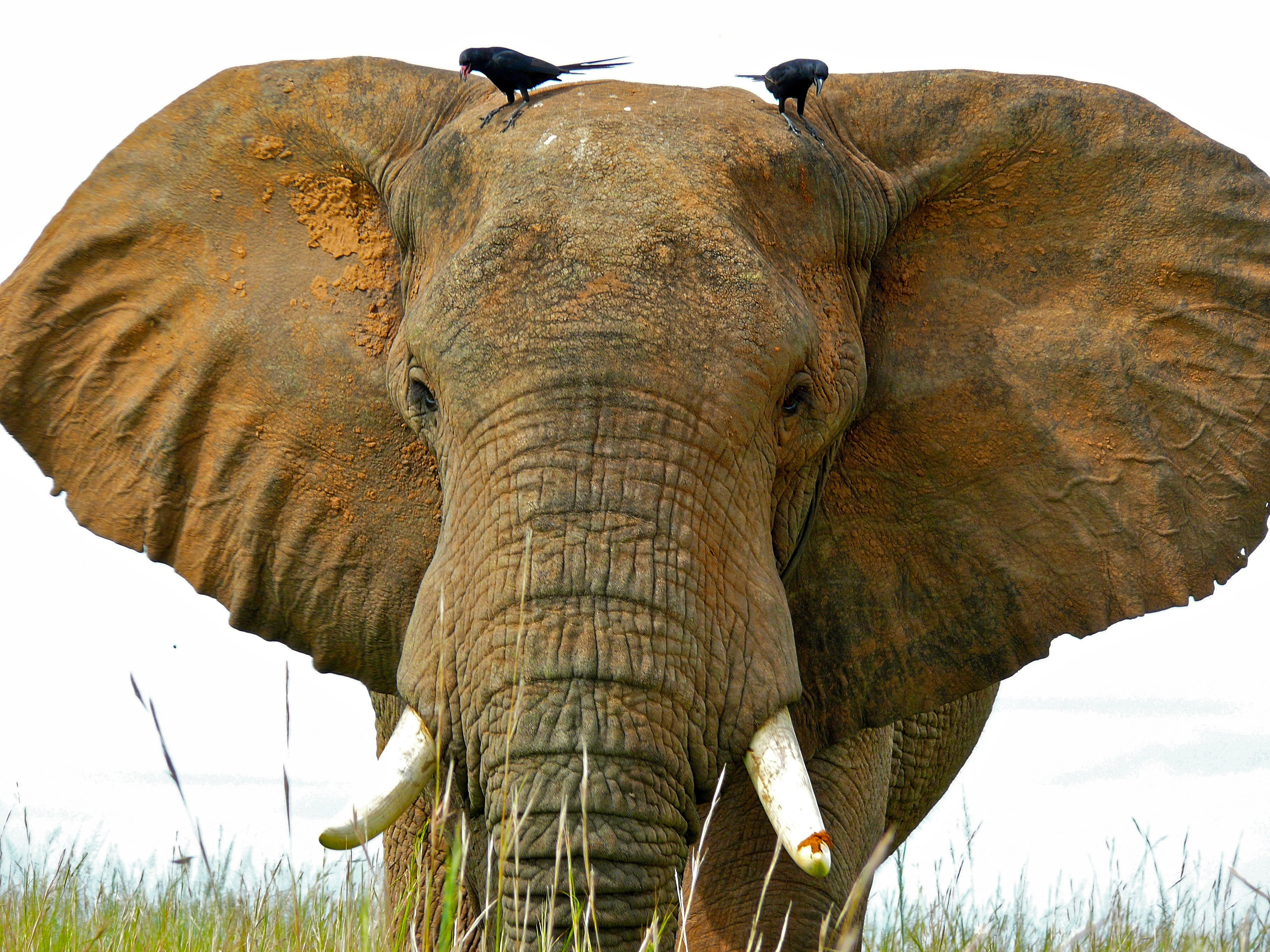
Due esemplari sulla testa di un elefante africano.

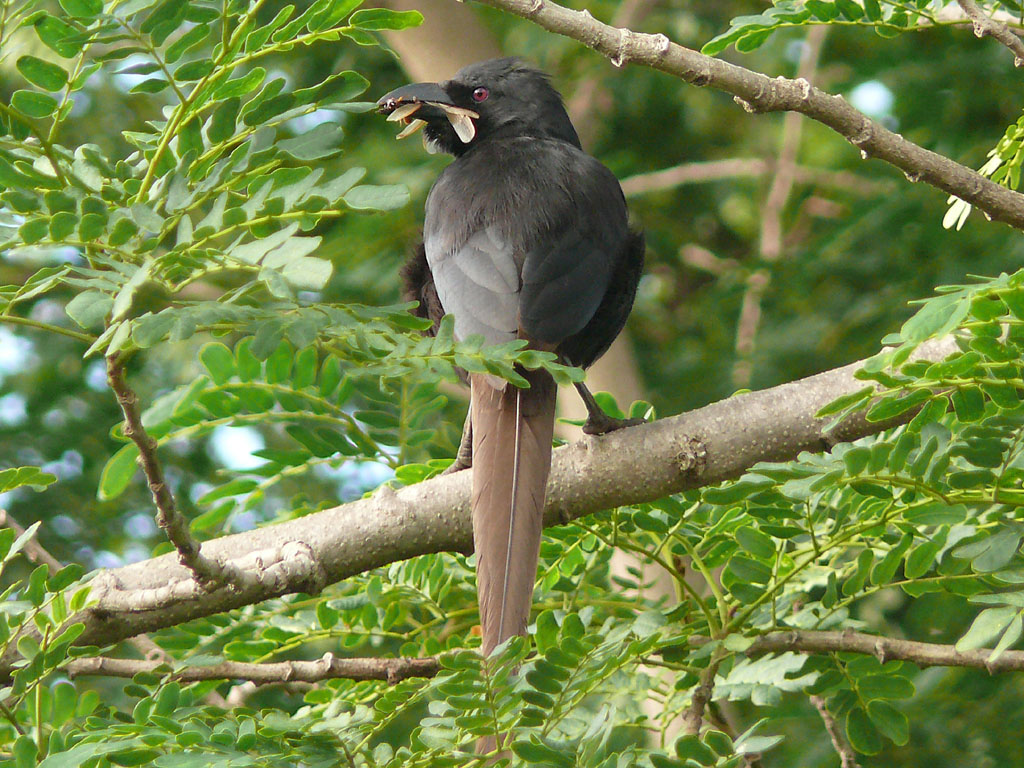
Esemplare con cibo nel becco a Kédougou.

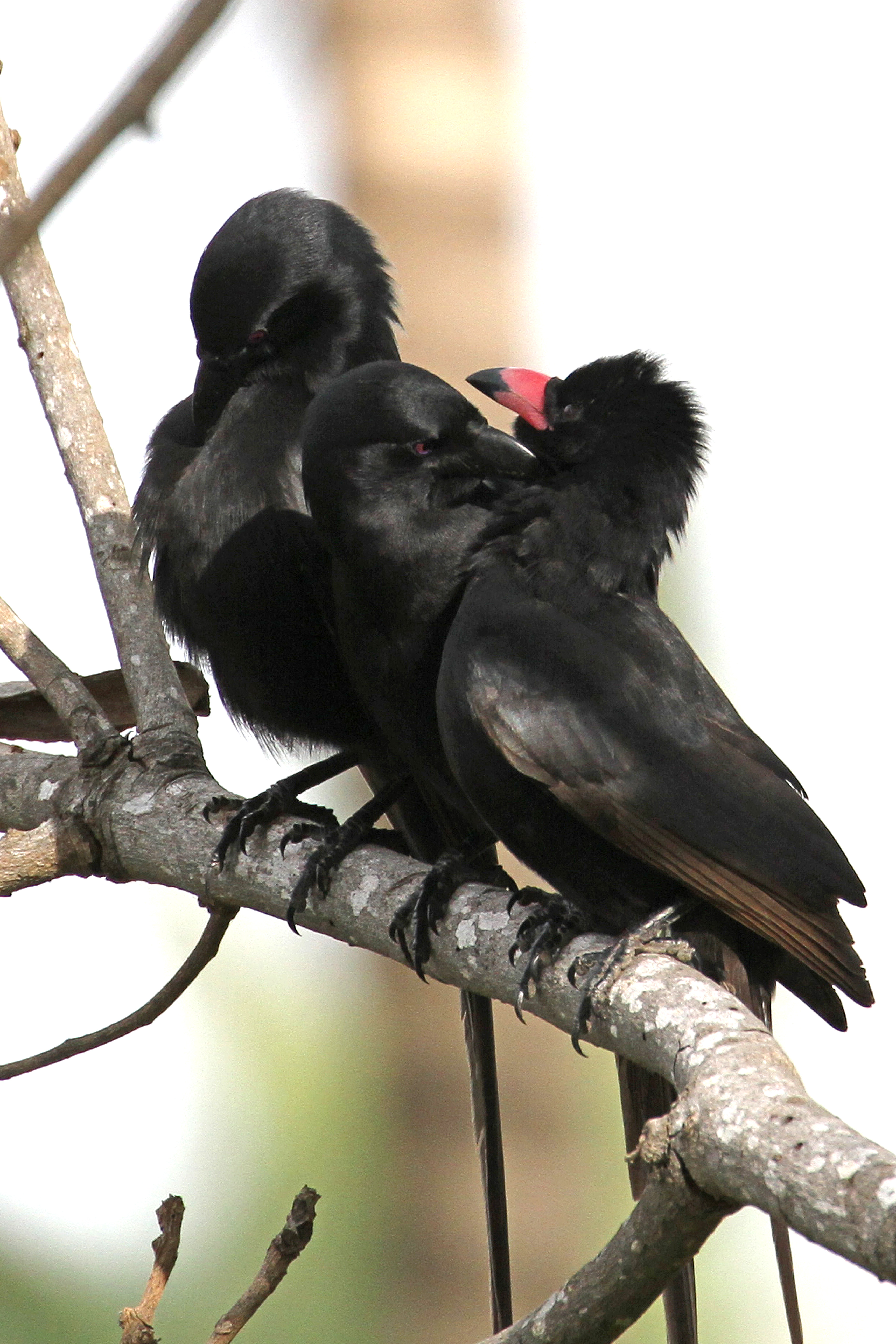
Coppia con giovane (a destra) a Kololi.

I piapiac sono uccelli dalle abitudini di vita diurne e sociali, che vivono in gruppetti familiari che contano fino a una decina d'individui, i quali passano la maggior parte della giornata alla ricerca di cibo al suolo o fra i rami di alberi e cespugli: il piapiac è un uccello agile e vivace, che si muove al suolo saltellando o correndo velocemente, spesso seguendo i grossi erbivori (ai quali non di rado "scrocca un passaggio" sostando sul loro dorso) durante i loro spostamenti, al fine di catturare i piccoli animali spaventati dal movimento dei loro zoccoli e di non essere calpestato a loro volta, mentre cerca di catturare il cibo fra le loro zampe.
Piuttosto loquaci, i piapiac si tengono in costante contatto vocale fra loro, utilizzando richiami di contatto chioccolanti simili a quelli delle taccole o rauchi gracchi d'allarme.

### Alimentazione
Sono uccelli onnivori e molto opportunistici, che si nutrono indifferentemente di cibo di origine animale (piccoli vertebrati ed invertebrati, uova) o vegetale (bacche, frutti, granaglie, dendè) a seconda della disponibilità del momento: non di rado i piapiac possono essere osservati presso le carcasse, mentre si cibano sia della carne dell'animale morto che degli insetti saprofagi e delle loro uova e larve.

### Riproduzione

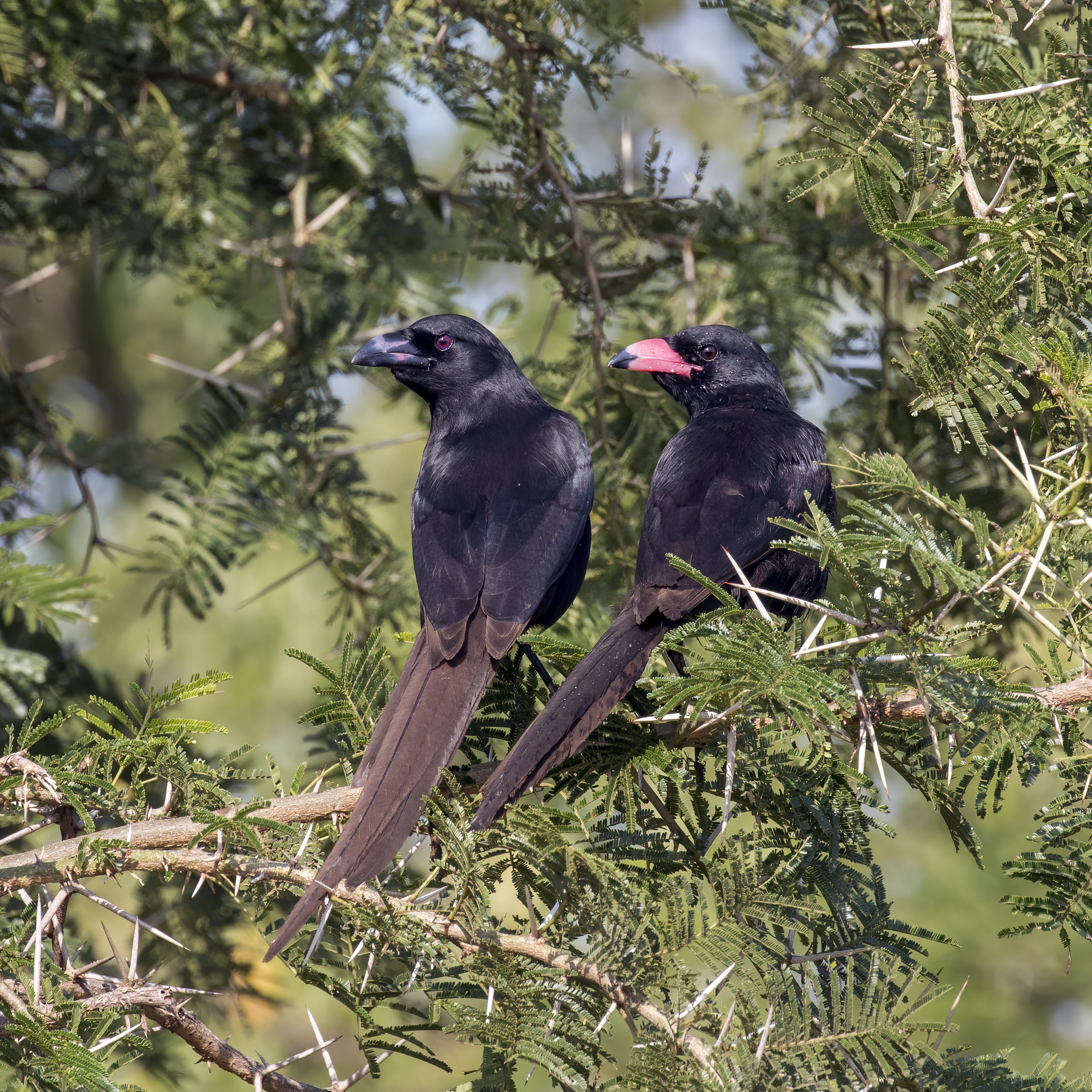
Subadulto (a sinistra) e giovane (a destra): il becco è rosa alla nascita, e diviene nero con la maturità.

Si tratta di uccelli monogami, che nidificano subito dopo le prime piogge, fra marzo e aprile, ma anche più avanti, fino a luglio.
Il nido è a forma di coppa, e viene generalmente costruito da ambedue i sessi nella corona sulla sommità di una palma, con fibre vegetali e rametti intrecciati: la femmina depone all'interno del nido 3-7 uova di colore azzurrino molto chiaro, con rada punteggiatura bruna, che cova da sola (nutrita dal maschio, che tiene inoltre a bada i dintorni) per poco più di due settimane.

I pulli, ciechi ed implumi alla schiusa, vengono imbeccati e accuditi da entrambi i partner, oltre che dagli altri membri del gruppo (che solitamente sono fratelli dei nidiacei, provenienti da covate precedenti): essi s'involano a tre settimane circa dalla nascita, divenendo completamente indipendenti attorno ai due mesi dalla schiusa.

## Distribuzione e habitat

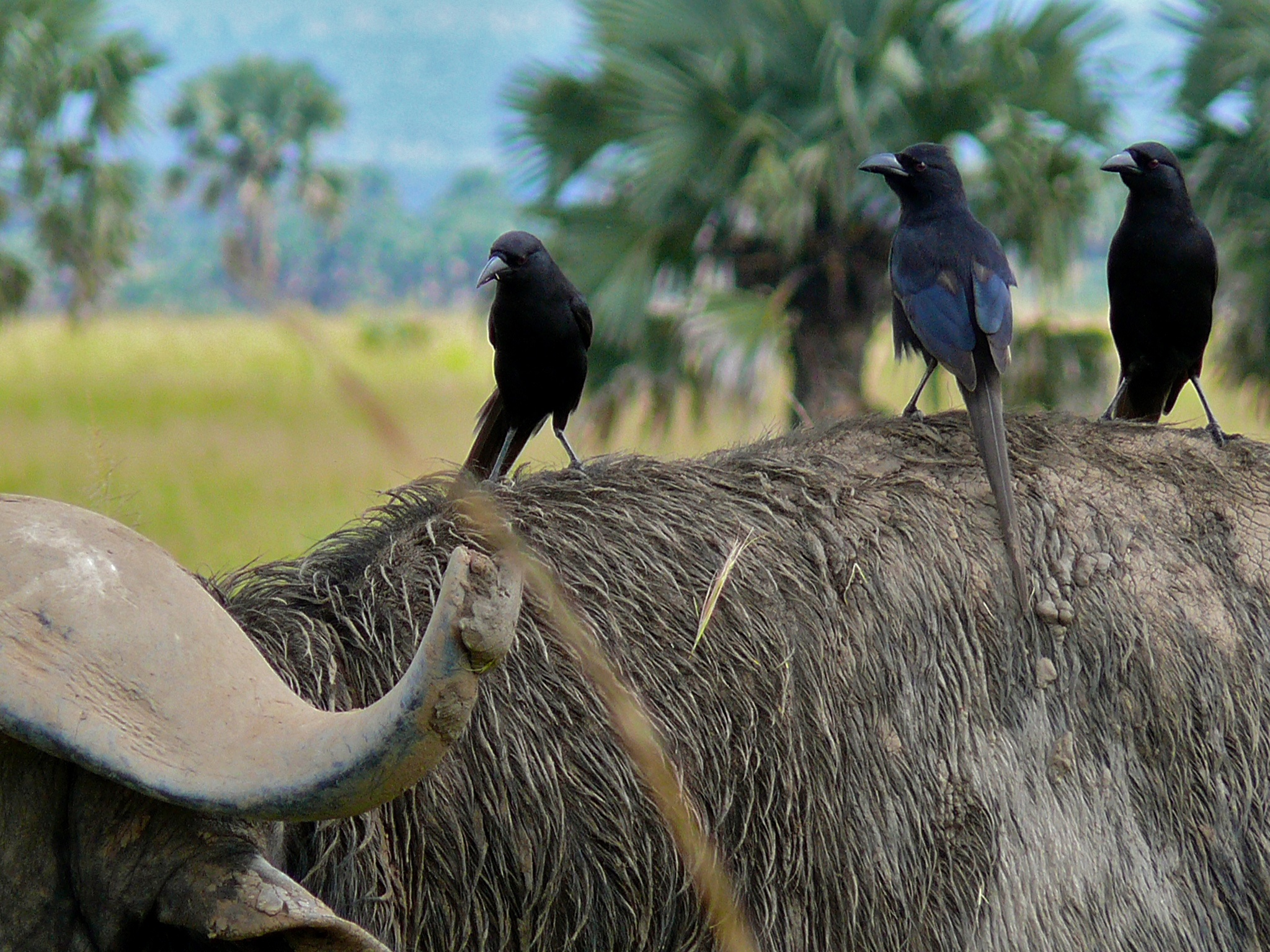
Esemplari sul dorso di un bufalo in Uganda.

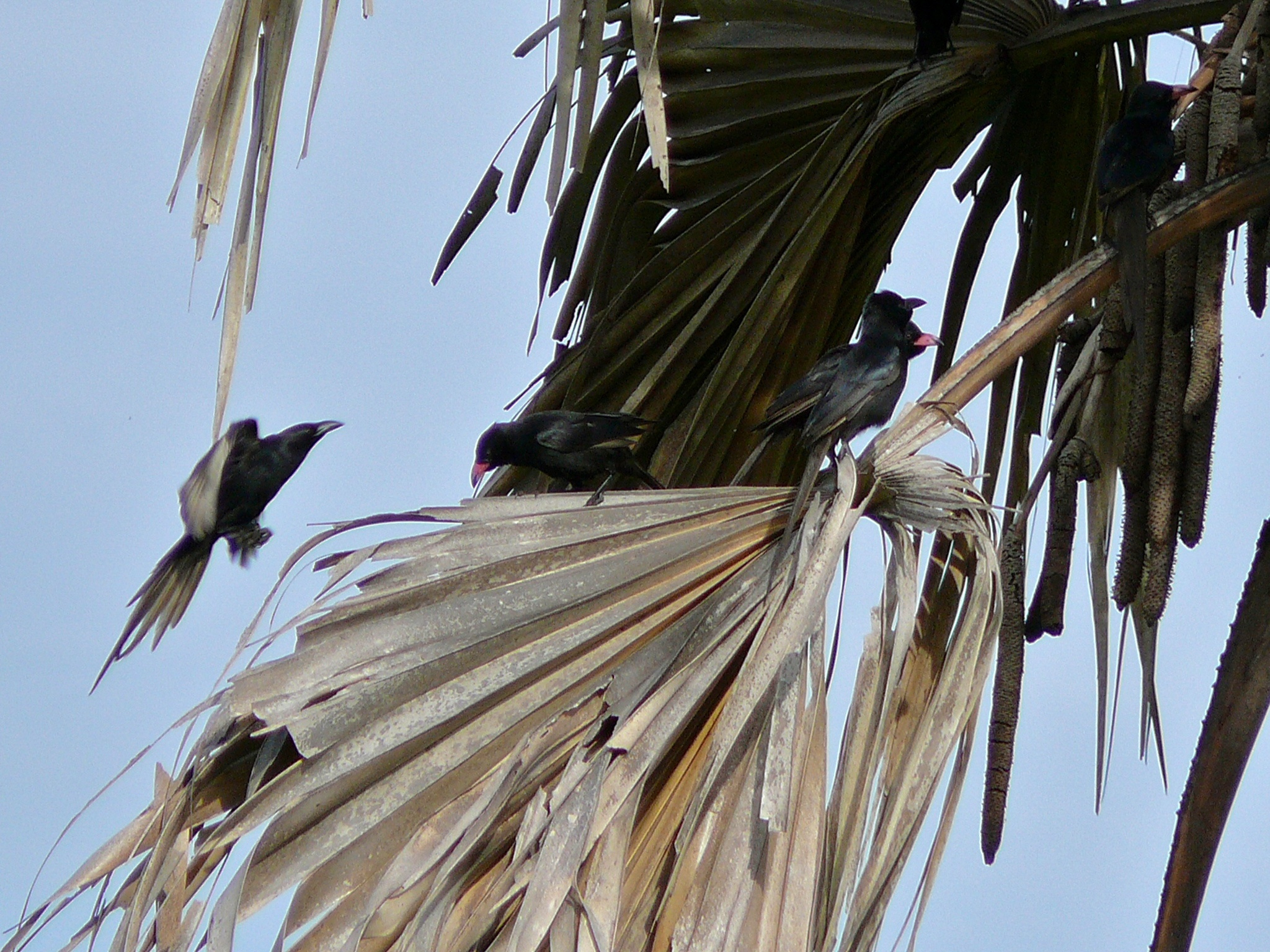
Esemplari su Borassus aethiopum nel parco nazionale delle Cascate Murchison.

Il piapiac è diffuso nella fascia dell'Africa subsahariana immediatamente a sud del Sahel, popolando un areale che va dalla Mauritania sud-occidentale al confine fra Sudan del Sud ed Etiopia, attraverso Senegambia, Guinea-Bissau, nord della Guinea, Sierra Leone, nord di Costa d'Avorio e Ghana, sud di Mali, Niger e Ciad, Burkina Faso, Togo, Benin, Nigeria e Camerun centro-settentrionali, Repubblica Centrafricana settentrionale e sud-orientale e Darfur, a sud fino all'Uganda centrale, all'estremità nord-orientale del Congo-Kinshasa ed all'estremità nord-occidentale del Kenya: singoli avvistamenti sono avvenuti anche in Liberia e nell'estremo nord del Congo-Brazzaville.
L'habitat di questi uccelli è rappresentato dalla savana e dai pascoli con presenza di alberi isolati (soprattutto palme e acacie): questi uccelli mostrano una certa antropofilia, colonizzando volentieri le aree attorno a villaggi, cittadine e insediamenti.